# Валь, Жан
Жан Андре́ Валь (фр. Jean André Wahl; 25 мая 1888, Марсель — 19 июня 1974, Париж) — французский философ-экзистенциалист.

## Биография
Окончил Эколь Нормаль. Начинал как ученик Анри Бергсона, изучал и пропагандировал философию У. Джеймса, Дж. Сантаяны. В конце 1920-х годов, до А. Кожева, предложил своё прочтение Гегеля. Развивал идеи Кьеркегора. Участвовал в работе Коллежа социологии, публиковался в журнале Ж. Батая «Ацефал». Оказал влияние на Э. Левинаса, Ж.-П. Сартра, Ж. Делёза. Дружил с Пьером Жаном Жувом, Владимиром Янкелевичем.
С началом немецкой оккупации в июне 1940 года уехал в Байонну, где уже находилась его семья. В августе он вернулся в Сорбонну, но с началом учебного года все профессора-евреи были отстранены от преподавания.
В дальнейшем был интернирован как еврей в концлагере Дранси, откуда бежал. В 1942—1945 жил в США. При поддержке Фонда Рокфеллера основал в Нью-Йорке Свободную школу высших исследований, позднее работал в колледже Маунт-Холиок, был близок к У. Стивенсу, М. Мур.
Вернувшись на родину, в 1946 основал альтернативный Сорбонне Коллеж философии. С 1950 руководил влиятельным журналом «Обозрение метафизики и морали».

## Труды
- Les Philosophies pluralistes d’Angleterre et d’Amérique, 1920 (переизд. 2005)
- Du rôle de l’idée d’instant dans la philosophie de Descartes, 1920 (переизд. 1994)
- Несчастное сознание в философии Гегеля/ Le Malheur de la conscience dans la philosophie de Hegel, 1929 (рус. пер. 2006)
- Étude sur le Parménide de Platon, Paris, Rieder, 1930.
- Vers le concret, Vrin, 1932 (переизд. 2004)
- Кьеркегоровские этюды/ Études kierkegaardiennes, 1938 (переизд. 1998)
- Les Problèmes platoniciens, Paris, CDU, 3 fasc., 1938—1939
- Existence humaine et transcendance, Neufchâtel, La Baconnière, 1944
- Tableau de la philosophie française, Gallimard, 1946
- Введение в философию Хайдеггера/ Introduction à la pensée de Heidegger, cours en Sorbonne, 1946 (переизд. 1998)
- Краткая история экзистенциализма/ Petite histoire de l’existentialisme, Paris, L’Arche, 1947
- Poésie, pensée, perception, Paris, Calman-Levy, 1948.
- Jules Lequier, La Baconnière, 1948.
- La Pensée de l’existence, 1952.
- Traité de Métaphysique, 1953.
- La structure du monde réel d’après N. Hartmann, Paris: Centre de documentation universitaire, 1953. (Cours de la Sorbonne enseigné en 1952)
- La théorie des catégories fondamentales dans Nicolai Hartmann, Paris: Centre de documentation universitaire, 1954. (Cours de la Sorbonne enseigné en 1953)
- Философия существования/ La Philosophie de l’existence, 1954
- Les aspects qualitatifs du réel. I. Introduction, la philosophie de l’existence; II. Début d’une étude sur Husserl; III. La philosophie de la nature de N. Hartmann, Paris: Centre de documentation universitaire 1955. (Cours de la Sorbonne enseigné en 1954)
- К завершению онтологии/ Vers la fin de l’ontologie, 1956.
- L’Expérience métaphysique, 1964
- Cours sur l’athéisme éclairé de Dom Deschamps, 1967.
- Esquisse pour une histoire de " l’existentialisme ", L’arche, 2002.